# کنراد تسوزه
کنراد تسوزه (به آلمانی: Konrad Zuse) (تولد ۲۲ ژوئن ۱۹۱۰ - درگذشت ۱۸ دسامبر ۱۹۹۵) یک مهندس عمران آلمانی و از پیشگامان علوم رایانه بود. مهمترین موفقیت او ساخت نخستین رایانه عملیاتی کاملاً خودکار قابل برنامه‌ریزی جهان زد۳ در سال ۱۹۴۱ بود.

## مخترع نخستین رایانه و معروف به پدر دوران رایانه
در بسیاری از دائرةالمعارف و مراجع رایانه‌ای نام Harvard Mark۱ به عنوان نخستین رایانه دیجیتالی اتوماتیک معرفی شده‌است. این رایانه را آقای Howard H.Aiken به همراه گروهش در سال‌های ۱۹۳۹ تا ۱۹۴۴ در آمریکا ساخت، اما بسیاری از کارشناسان به گواه تاریخ و انجام بررسی‌های دقیق می‌گویند که نخستین رایانه‌ای که قابل کنترل و برنامه‌نویسی با زبان‌های برنامه‌نویسی بود را کنراد تسوزه (konrad Zuse) در سال ۱۹۴۱ به نام Z۳ تکمیل و ارائه کرد. وی نخستین رایانه خود را به نام Z۱ در سال ۱۹۳۸ ساخته بود که البته قابلیت برنامه‌نویسی را نداشت.

## زندگی
کنراد تسوزه در ۲۲ ژوئنِ سال ۱۹۱۰ در شهر برلین آلمان متولد شد. در طول دوران مدرسه، دانش آموز بسیار خلاق و باهوشی بود و سال ۱۹۲۸ از مدرسه فارغ‌التحصیل شد. او در دوران تحصیل ۳ بار رشته تحصیلی اش را تغییر داد، چون نمی‌دانست که چه رشته‌ای برای او بهتر است و خودش می‌گفت بین مهندس شدن و هنرمند شدن دو دل مانده‌است.
آثار بسیار زیبای نقاشی که از او باقی‌مانده بیانگر استعداد خوب او در زمینه نقاشی است. کنراد در بعضی از مقاطع تحصیل و زندگی توانست با فروش تابلوها و آثار هنری خود هزینه‌های جاری زندگی اش را تأمین کند ولی در نهایت تصمیم گرفت تا در رشته مهندسی عمران و شهرسازی ادامه تحصیل دهد.

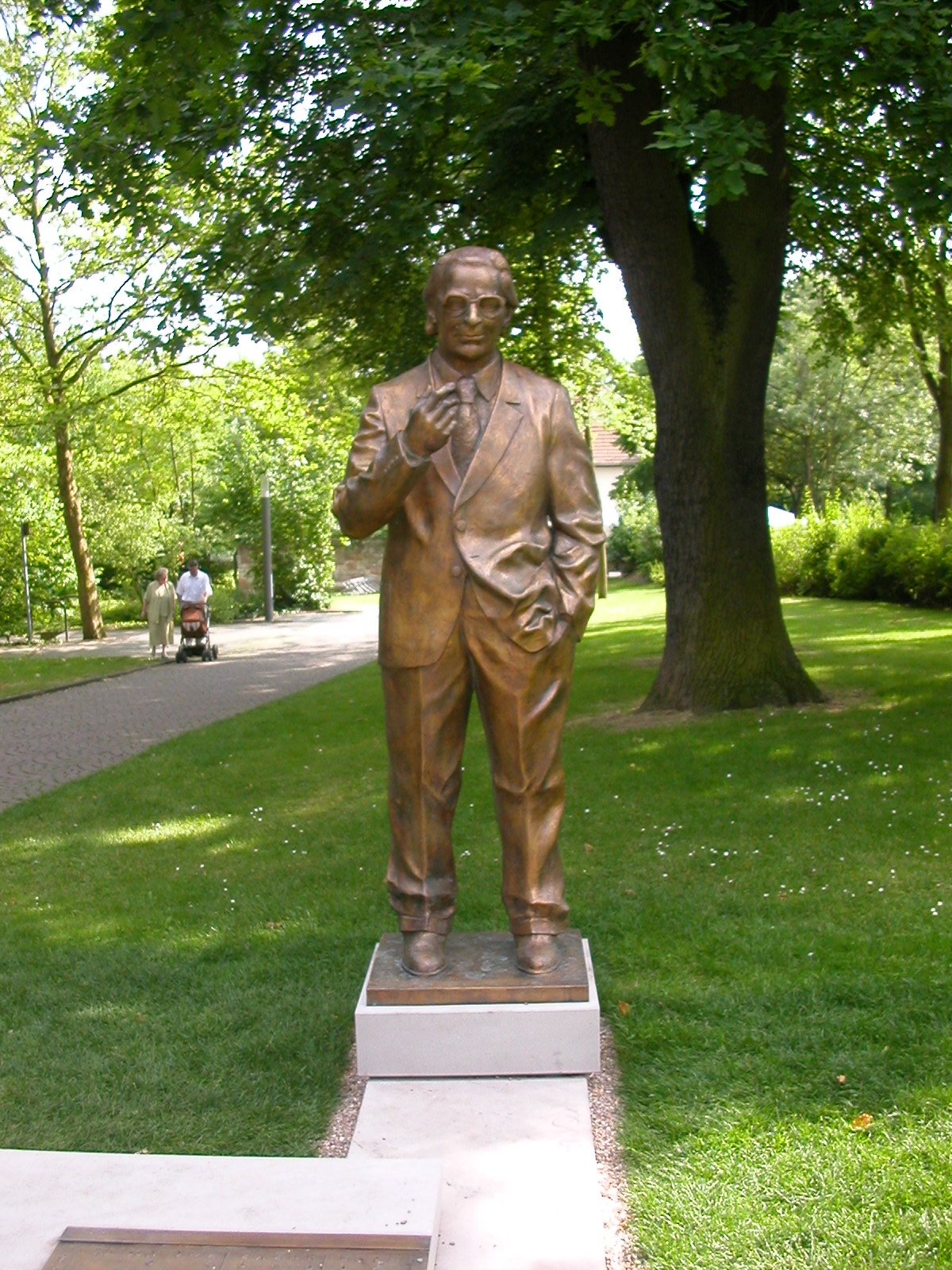
مجسمه در باد

در دوران تحصیل محاسبات پیچیده و سنگین رشته عمران که مدت‌ها وقت مهندسین عمران را می‌گرفت او را به فکر واداشت تا راه حل بهتری برای رسیدن به پاسخ آنها پیدا کند، چون کنراد معتقد بود که این کار باید توسط یک ماشین انجام شود و نه نیروی انسانی، به همین دلیل در سال ۱۹۳۴ به‌طور جدی تصمیم گرفت یک ماشین پیشرفته برای انجام محاسبات پیچیده ریاضی بسازد که از ماشین حساب‌های آن زمان کارآمدتر باشد و با برنامه‌های رایانه‌ای نیز به خوبی کار کند، به عبارتی بتوان آن را برنامه‌ریزی کرد.
او مبنای اعداد را در رایانه خود به صورت باینری (صفر و یک) در نظر گرفت و سعی کرد تا یک حافظه (Memory) بسازد که قابلیت آدرس دهی و ذخیره کردن مقادیر مختلف دیتا (داده) را داشته باشد. همچنین برای ماشین خود یک بخش کنترل در نظر گرفت که قادر به کنترل کلیه عملیات ماشین باشد. بیشتر بخش‌های این ماشین به صورت مکانیکی بود و تنها بخش برقی آن یک موتور الکتریکی بود که فرکانس دستگاه را بر مبنای Hertz تولید می‌کرد. تعداد بسیار زیادی ورقه‌های کوچک آهنی که با اره مویی بریده شده بودند، قسمت اعظم این دستگاه را تشکیل می‌داد. این ماشین به وسیله یک نوار پانچ و یک نوار پانچ خوان خروجی سیستم (ورودی مثل کیبورد و خروجی مثل پرینتر) از هم مجزا بود و از این لحاظ بسیار شبیه به رایانههای امروزی بود.